# Liste der Einträge im National Register of Historic Places im Saline County (Missouri)

Lage des Saline County in Missouri

Die Liste der Einträge im National Register of Historic Places im Saline County in Missouri führt die Bauwerke und historischen Stätten im Saline County auf, die in das National Register of Historic Places aufgenommen wurden.

## Legende
| NRHP | Historic Place                      |
| HD   | Historic District                   |
| NHL  | National Historic Landmark          |
| NHLD | National Historic Landmark District |

## Aktuelle Einträge
| [ 3 ] | Name                                           | Bild                            | Eintragsdatum        | Lage                                                                                  | Ort           | Beschreibung |
| ----- | ---------------------------------------------- | ------------------------------- | -------------------- | ------------------------------------------------------------------------------------- | ------------- | --- |
| 1     | Arrow Rock                                     | Arrow Rock                      | 1966 ID-Nr. 66000422 | Arrow Rock State Park 39° 4′ 0″ N, 92° 56′ 41″ W                                      | Arrow Rock    | |
| 2     | Arrow Rock State Historic Site Bridge          |                                 | 1985 ID-Nr. 85000516 | Südöstlich von Arrow Rock 39° 4′ 6″ N, 92° 56′ 39″ W                                  | Arrow Rock    | |
| 3     | Arrow Rock State Historic Site Grave Shelter   |                                 | 1985 ID-Nr. 85000534 | Südöstlich von Arrow Rock 39° 4′ 6″ N, 92° 56′ 39″ W                                  | Arrow Rock    | |
| 4     | Arrow Rock State Historic Site Lookout Shelter |                                 | 1985 ID-Nr. 85000535 | Östlich von Arrow Rock 39° 4′ 16″ N, 92° 56′ 33″ W                                    | Arrow Rock    | |
| 5     | Arrow Rock State Historic Site Open Shelter    |                                 | 1985 ID-Nr. 85000536 | Südöstlich von Arrow Rock 39° 4′ 4″ N, 92° 56′ 31″ W                                  | Arrow Rock    | |
| 6     | Arrow Rock Tavern                              | Arrow Rock Tavern               | 1972 ID-Nr. 72000729 | Main Street 39° 4′ 3″ N, 92° 56′ 42″ W                                                | Arrow Rock    | |
| 7     | Baity Hall                                     | Baity Hall                      | 1986 ID-Nr. 86001396 | Missouri Valley College, 500 East College Street 39° 6′ 28″ N, 93° 11′ 23″ W          | Marshall      | |
| 8     | George Caleb Bingham House                     | George Caleb Bingham House      | 1966 ID-Nr. 66000423 | 1st Street Ecke High Street im Arrow Rock State Park 39° 4′ 15″ N, 92° 56′ 35″ W      | Arrow Rock    | |
| 9     | Henry Blosser House                            |                                 | 1978 ID-Nr. 78001675 | Östlich von Malta Bend abseits des U.S. 65 39° 11′ 24″ N, 93° 17′ 28″ W               | Malta Bend    | |
| 10    | Buckner House                                  | Buckner House                   | 1984 ID-Nr. 84002581 | 125 North Brunswick Avenue 39° 7′ 22″ N, 93° 11′ 25″ W                                | Marshall      | |
| 11    | Chicago and Alton Depot                        | Chicago and Alton Depot         | 1979 ID-Nr. 79001395 | Sebree Street 39° 7′ 31″ N, 93° 11′ 54″ W                                             | Marshall      | |
| 12    | First Christian Church                         | First Christian Church          | 1980 ID-Nr. 80002394 | 400 Bridge Street 38° 57′ 46″ N, 93° 25′ 9″ W                                         | Sweet Springs | |
| 13    | First Presbyterian Church                      | First Presbyterian Church       | 1977 ID-Nr. 77000814 | 212 East North Street 39° 7′ 15″ N, 93° 11′ 39″ W                                     | Marshall      | |
| 14    | Fisher-Gabbert Archeological Site              |                                 | 1972 ID-Nr. 72000730 | Adresse nicht veröffentlicht                                                          | Miami         | |
| 15    | Fitzgibbon Hospital                            | Fitzgibbon Hospital             | 2012 ID-Nr. 12000874 | 868 South Brunswick Avenue 39° 6′ 44,5″ N, 93° 11′ 25″ W                              | Marshall      | |
| 16    | Free Will Baptist Church of Pennytown          |                                 | 1988 ID-Nr. 88000388 | Abseits der MO UU, rund 13 km südöstlich von Marshall 39° 0′ 59″ N, 93° 10′ 47″ W     | Marshall      | |
| 17    | Gumbo Point Archeological Site                 |                                 | 1969 ID-Nr. 69000125 | Adresse nicht veröffentlicht                                                          | Grand Pass    | |
| 18    | Guthrey Archeological Site                     |                                 | 1970 ID-Nr. 70000349 | Adresse nicht veröffentlicht                                                          | Miami         | |
| 19    | Mt. Carmel Historic District                   |                                 | 2009 ID-Nr. 09000900 | 290th Road und Missouri Highway 41 North 39° 12′ 38,6″ N, 93° 13′ 9,1″ W              | Marshall      | |
| 20    | George A. Murrell House                        |                                 | 1997 ID-Nr. 97001435 | -Rund 1,2 km östlich und 800 m nördlich der MO E und H 39° 2′ 17″ N, 93° 4′ 25″ W     | Napton        | |
| 21    | Neff Tavern Smokehouse                         |                                 | 1978 ID-Nr. 78001676 | Nordöstlich von Napton abseits der MO 41 39° 5′ 48″ N, 93° 2′ 39″ W                   | Napton        | |
| 22    | Old Fort                                       | Old Fort                        | 1972 ID-Nr. 72000731 | Adresse nicht veröffentlicht                                                          | Miami         | |
| 23    | Plattner Archeological Site                    |                                 | 1971 ID-Nr. 71000474 | Adresse nicht veröffentlicht                                                          | Malta Bend    | |
| 24    | Saline County Courthouse                       | Saline County Courthouse        | 1977 ID-Nr. 77000815 | Courthouse Square 39° 7′ 15″ N, 93° 11′ 47″ W                                         | Marshall      | |
| 25    | Santa Fe Trail-Grand Pass Trail Segments       |                                 | 1994 ID-Nr. 94000324 | Kreuzung von US 65 und County Road T 39° 11′ 43″ N, 93° 26′ 29″ W                     | Grand Pass    | |
| 26    | Santa Fe Trail-Saline County Trail Segments    |                                 | 1994 ID-Nr. 94000615 | County Road 416 westlich der Kreuzung mit der MO 41 39° 11′ 17″ N, 93° 14′ 21″ W      | Stanhope      | Teil des historischen Santa Fe Trail                                                                                                |
| 27    | William B. Sappington House                    | William B. Sappington House     | 1970 ID-Nr. 70000348 | Rund 5 km südwestlich von Arrow Rock an der County Road TT 39° 2′ 24″ N, 92° 59′ 9″ W | Arrow Rock    | |
| 28    | Sweet Springs Historic District                | Sweet Springs Historic District | 1997 ID-Nr. 97001485 | 200-217 West Lexington Avenue und 211 Marshall Street 38° 57′ 54″ N, 93° 25′ 4″ W     | Sweet Springs | Bis zur Verkleinerung im Jahr 2010 ursprünglich abgegrenzt durch Lexington Street, Marshall Street, Miller Street und Spring Street |
| 29    | Utz Site                                       |                                 | 1966 ID-Nr. 66000424 | Adresse nicht veröffentlicht                                                          | Marshall      | |
| 30    | Van Meter State Park Combination Building      |                                 | 1985 ID-Nr. 85000537 | Van Meter State Park 39° 15′ 53″ N, 93° 16′ 5″ W                                      | Marshall      | |
| 31    | Van Meter State Park Shelter Building          |                                 | 1985 ID-Nr. 85000538 | Van Meter State Park 39° 15′ 57″ N, 93° 16′ 9″ W                                      | Marshall      | |